# Денис Латин
Денис Латин (Шибеник, 14. фебруар 1966) је хрватски новинар, познат као водитељ ток-шоу програма „Латиница“.

## Биографија
Денис је рођен 14. фебруара 1966. године у Шибенику.
Дипломирао је на Факултету Политичких Наука у Загребу 1989. године.
Каријеру на Хрватској телевизији почео је 1987. године.
Године 1990, са своје 24 године, постао је најмлађи водитељ дневника у Хрватској.

## Латиница
Од 1993. године Денис Латин је домаћин ток-шоу програма „Латиница“.
До данас је емитовано преко 300 емисија.